# Carl Leopold Lohmeyer
Carl Leopold Lohmeyer (né le 3 août 1799 à Morąg en Prusse orientale et mort le 3 août 1873 à Wrocław) est un pharmacien allemand, auteur du premier guide imprimé des Tatras et créateur des modèles botaniques à l'origine des modèles Brendel.

## Éléments biographiques
Carl Leopold Lohmeyer naît le 3 août 1799 à Morąg en Prusse orientale, d'un père prédicateur. Conformément à la volonté de ses parents, il devient pharmacien. Il travaille comme assistant en pharmacie à Lignica, Breslau, Hambourg, Leszno et Francfort-sur-l'Oder. Après ses études de pharmacie à Berlin, il devient assistant technique aux chaires de chimie et de physique de l'université de Breslau.
Entre 1830 et 1856, il dirige sa propre pharmacie à Neisse. À cette époque, il s'intéresse également aux expériences sur l'électricité. Il possède son propre atelier, où il assemble et améliore divers types d'appareils. Fasciné par l'utilisation de l'électricité pour transmettre des informations, il installe un télégraphe entre sa pharmacie et sa maison sur la place du marché (1838). Il s'agit probablement du premier télégraphe électrique en Silésie et en Prusse. En 1855, il s'installe à Breslau, où il fait la connaissance de Ferdinand Cohn, professeur de botanique et directeur de l'institut de botanique de l'université de Breslau.

## Modèles botaniques
Au début des années 1860, son ami Ferdinand Cohn, lui demande de réaliser, sur base de ses observations et selon ses instructions, des modèles botaniques destinés à illustrer ses cours. Lohmeyer fabrique quelque 300 modèles, principalement en gutta-percha. Ces modèles sont présentés par Cohn en 1865 à l'exposition internationale d'horticulture organisée au Paleis voor Volksvlijt d'Amsterdam. Lohmeyer n'étant pas en mesure de produire des modèles en quantité suffisante pour satisfaire la demande des nombreuses écoles qui souhaitent s'en procurer pour leur enseignement, Cohn charge Robert Brendel de produire des modèles similaires à des prix modérés,.
Les modèles Lohmeyer déposés à l'université de Breslau ont apparemment disparu, mais de nombreuses collections de modèles Brendel sont encore répertoriées au XXIe siècle.

## Publication
Sous le nom de plume « Carl Reyemhol », anacyclique de son patronyme, Lohmeyer est l'auteur d'un compte-rendu en allemand de ses voyages dans les Carpathes, avec une carte des Tatras : Vierzehn Tage in den Central-Karpathen, ein Wegweiser nach einigen der interessantesten Partien des Tatra-Gebirges und der Liptauer Alpen, publié en 1842.